# Дубовик, Александр Семёнович
Александр Семёнович Дубовик (29.08.1916 — 1999) — российский учёный в области прикладной оптики и аппаратуры для высокоскоростной фотографии, кинематографии и для исследования быстропротекающих процессов, лауреат Сталинской (1953) и Ленинской (1966) премий.

## Биография
Родился 29 августа 1916 г. в поселке Сахарный Завод в Сумской области.
Окончил Московский Геодезический институт (будущий МИИГАиК) (1939, перед этим учился на рабфаке (1932—1933)). 
До 1946 г. работал на заводе «Геодезия».
С 1946 г. в спецсекторе Института химической физики АН СССР, с 1963 г. в Институте физики Земли АН СССР, участник советского ядерного проекта.
В 1970—1975 гг. зав. лабораторией ВНИИ оптико-физических измерений.
Также с 1965 по 1975 г. вёл научно-педагогическую деятельность во Всесоюзном заочном машиностроительном институте, профессор. С 1976 г. по 1986 г. — заведующий кафедрой прикладной оптики МИИГАиК, с 1980 г. по 1985 г. — декан факультета оптического приборостроения.
В МИИГАиК основал новое научное направление — разработка оптических систем и приборов для исследования быстропротекающих процессов методами высокоскоростной фотографии и кинематографии.

## Сочинения
- Фотографическая регистрация быстропротекающих процессов [Текст]. — Москва : Наука, 1964. — 466 с., 1 л. ил. : ил.; 21 см. — (Физико-математическая б-ка инженера).
- Фотографическая регистрация быстропротекающих процессов [Текст]. — 2-е изд., перераб. — Москва : Наука, 1975. — 456 с., 2 л. ил. : ил.; 22 см. — (Физико-математическая б-ка инженеров).
- Фотографическая регистрация быстропротекающих процессов / Александр Семенович Дубовик . — 3-е изд., перераб . — М. : Наука, 1984 . — 320 с. : ил. — (Физико-математическая библиотека инженера) . — Библиогр.: с.308-320
- Photographic recording of high-speed processes. Aleksandr Semenovich Dubovik. Pergamon, 1968 — Всего страниц: 496
- Приборы для научных исследований : Учеб. пособие / А. С. Дубовик. — М. : МИИГАИК, 1982. — 120 с. : черт.; 21 см.

Доктор технических наук (1960), профессор (1965). Изобретатель (55 изобретений), автор 200 печатных работ.
Лауреат Сталинской премии (1953), лауреат Ленинской премии (1966) — за работы в области регистрации быстропротекающих процессов при создании и испытаниях ядерного оружия. Заслуженный деятель науки и техники РФ (1993). Почётный работник высшего профессионального образования России.
Награжден орденами Ленина и «Знак Почёта», и многими медалями, в том числе зарубежными.